# I Wan’na Be Like You
I Wan’na Be Like You ist ein Lied aus dem Disney-Film Das Dschungelbuch von 1967, das von den Sherman-Brüdern geschrieben wurde.
Das Lied wird im englischen Original von Louis Prima als King Louie und Phil Harris als Balu gesungen. Die deutsche Fassung des Liedes sangen Klaus Havenstein als King Louie und Edgar Ott als Balu unter dem Titel Ich wär gern wie du; der deutsche Text stammt von Heinrich Riethmüller.
Die Disney-Zeichner gestalteten die Figur des King Louie sowie die Szene im Dschungel teilweise nach der Art, wie sich Louis Prima und seine Band auf der Bühne bewegten. Der Scat-Dialog zwischen Balu und King Louie wurde in zwei Sessions aufgenommen. Louis Primas Part wurde als erster aufgenommen. Es war zunächst geplant, dass Phil Harris die Worte von Prima wiederholen sollte. Harris sang jedoch seinen Part nicht nach Primas Vorlage.

## Kontext im Disneyfilm
Der Orang-Utan King Louie wird im Film als gerissener Affenkönig dargestellt, der das Menschenkind Mogli dazu bewegen möchte, das Geheimnis des Feuers mit ihm zu teilen („give me the power of man's red flower“ bzw. „die Feuerpracht, gib' mir die Macht, genau zu sein wie du“), also nach Menschenähnlichkeit und Macht strebt. Mogli imitiert den Tanz des Affen. Zugleich wird der Affenkönig in seiner Choreographie von einem weiteren kleineren Affen nachgeäfft. Zudem verkleidet sich auch Balu der Bär als Orang-Utan, um Mogli durch ein Ablenkungsmanöver aus der Gefangenschaft der Affenbande zu retten – das Lied endet abrupt, als die Maskerade auffliegt.

## Coverversionen
Pinky and Perky nahmen das Lied für ihr Album Film Parade (1970) auf. 1994 sang Phish eine Version in The Metropolis Concert Hall im kanadischen Montreal. Big Bad Voodoo Daddy sang das Lied für den Soundtrack des Films Swingers. Später wurde das Lied auch auf dem Album This Beautiful Life (1999) veröffentlicht. In Das Dschungelbuch 2 wird das Lied von Smash Mouth gesungen. Auch die Turnpike Cruisers, Barbriel Rios und die Jonas Brothers coverten das Lied. Robbie Williams nahm den Titel 2013 zusammen mit Olly Murs für sein Album Swings Both Ways auf. Diese Version konnte sich auch in den deutschen Singlecharts platzieren.
2009 wurde das Lied in einem amerikanischen Werbefilm gegen das Rauchen verwendet. Zu der Musik werden Kinder gezeigt, die das Verhalten der Eltern kopieren, verbunden mit der Warnung, dass Kinder durch rauchende Eltern zum Rauchen animiert werden können.